# 土居清宗
土居 清宗（どい きよむね、文明15年（1483年） - 永禄3年10月6日（1560年10月24日））は、戦国時代の武将。伊予西園寺氏の家臣。西園寺十五将の一人。

## 生涯
伊予国の土居氏には、越智姓・河野氏の流れを汲む一族と穂積姓・藤白鈴木氏の流れを汲む一族とがあるが、清宗の一族は後者に属する。その先祖は、源義経に仕えた鈴木重家であり、伊予守であった源義経に代わり伊予国に派遣されていたが、源義経の奥州落ちに随行する際、その子・清行を伊予国主河野通信に預けており、元服する際に一族が住む紀伊国牟婁郡土居に由来して土居氏を名乗らせたと伝わっている。また、河野通信は娘を土居清行に娶せて宇和郡三間郷に領地を与え、土居氏は宇和荘の領主である伊予西園寺氏に仕える事となる。その伊予国宇和郡三間郷にある土居中という地名は、土居氏が領地した事に由来する地名である。
清宗は伊予国大森城主で、西園寺実充に仕えた。天文15年（1546年）、実充の命令で大森城から伊予石城に移り、九州豊後の大友氏との戦いを担当した。清宗は大友氏や土佐の国司である土佐一条氏との戦いで功績を挙げたため、実充から厚い信任を受け、清宗の子・土居清晴に実充の娘を与えられている。
永禄3年（1560年）10月6日、大友氏の攻撃を受けて伊予石城は落城し、清宗は子の清晴と共に戦死した。享年78。このため土居家は一度没落し、孫の土居清良は一時土佐一条氏の庇護を受ける事になる。